# Сумеречное
«Су́меречное» (или «Ночно́е») — ювелирное яйцо, изготовленное ювелирным домом Карла Фаберже в 1917 году. Данных о заказчике и первом владельце нет. Хранится в частной коллекции.

## Описание
Ювелирное пасхальное яйцо «Сумеречное» изготовлено из золота, алмазов и лунного камня, украшено мозаикой тёмно-синего цвета из ляпис-лазури, изображающей вечернее небо. На передней поверхности ювелирного изделия сделаны золотые ворота, если они открыты, то можно увидеть гравированный сад Петергофа. Обратная сторона пасхального яйца украшена двуглавым орлом — гербом дома Романовых, над которым вырезана дата: «1917».

## Сюрприз
Утрачен.

## Владельцы
Изготовлено в Санкт-Петербурге ювелирным домом Карла Фаберже в 1917 году. Данных о владельце нет, возможно пасхальное яйцо «Сумеречное» сделано для одного из членов семьи российского императора. С 1923 года принадлежало госпоже Лин (Харбин, Китай). В 1976 году коллекция госпожи Лин продана в Женеве на аукционе «Кристи». Ювелирное пасхальное яйцо «Сумеречное» приобрёл г-н Аттингер, Цюрих (Швейцария), действующий в качестве агента частного покупателя. Хранится в частной коллекции.